# Bolxie Kliutxí
Bolxie Kliutxí (en rus: Большие Ключи) és un poble del krai de Primórie, a l'Extrem Orient de Rússia, que en el cens del 2010 tenia 116 habitants.